# Hubermont (La Roche-en-Ardenne)
Ne doit pas être confondu avec Hubermont (Sainte-Ode).
Hubermont est un hameau de la province de Luxembourg, en Belgique. Perché sur les hauteurs de l'Ourthe il fait administrativement partie de la ville et commune de La Roche-en-Ardenne située en Région wallonne. Avant la fusion des communes de 1977, Hubermont faisait partie de la commune d'Ortho. Le hameau fait partie du grand parc naturel des Deux-Ourthes qui englobe la partie septentrionale de la forêt d'Ardenne.  

## Situation
Bien protégé des vents dominants par la colline de Piromont située au sud-ouest (sommet à l'altitude de 450 m), ce hameau ardennais s'est développé dans un axe nord-sud parmi un environnement de grandes prairies. Il avoisine les villages d'Ortho (au sud) et de Nisramont (à l'est) et se trouve à environ 2 km à vol d'oiseau de la vallée de l'Ourthe, de ses méandres et plus particulièrement des sites naturelles du Hérou, du Cheslé et des Hatilles.

## Patrimoine
- Au centre du hameau, se trouve la chapelle Saint-Monon bâtie aux alentours de 1658 en moellons de schiste. Elle ne compte que trois étroites ouvertures : une porte surbaissée et deux fenêtres avec encadrements en pierre calcaire. Le chevet à trois pans n'en comporte pas. Sa toiture est en ardoises (cherbins). Elle a été rénovée en 1817 et restaurée en 1982[1].
- Localité à vocation touristique Hubermont compte plusieurs gîtes ruraux.